# Lille Amalienborg (Albertslund)
 For alternative betydninger, se Lille Amalienborg. (Se også artikler, som begynder med Lille Amalienborg)
Lille Amalienborg er et uofficielt navn for bygningen Holsbjergvej 15, der ligger ud til Roskildevej i Albertslund.
Bygningen er udpeget som bevaringsværdig, ejes af Kriminalforsorgen og ligger mellem Herstedvester Fængsel og Vridsløselille Fængsel.
Årsagen til navnet Lille Amalienborg skyldes, at bygninger har visse sammenlignelige træk med et palæ på Amalienborg. 

## Ekstern kilde/henvisning
1. ↑  Albertslund Kommunalbestyrelse (2007-11-21). "Lokalplan nr. 3.6 Forskønnelse af ejendomme på nordsiden af Roskildevej" (PDF). Albertslund Kommune. Arkiveret fra originalen (PDF) 23. august 2018. Hentet 2018-08-22.

55°39′43.84″N 12°20′48.75″Ø / 55.6621778°N 12.3468750°Ø